# Шові
Шові (груз. შოვი) — бальнеокліматичне курортне селище в Грузії, в Онському муніципалітеті мхаре Рача-Лечхумі та Квемо-Сванеті. Розташований у долині річки Чанчахи (лівої притоки Ріоні) на 1520 м від рівня моря. Через населений пункт проходить Осетинська військова дорога. 30 км до міста Оні, адміністративного центру. Клімат вологий із холодною зимою (середня температура січня -6 °C) та прохолодним літом (середня температура серпня 16 °C). Гірське повітря та вуглекисло гідрокарбонатно-натрієві мінеральні джерела показані для лікування при захворюванні органів дихання, шлунково-кишкового тракту, жовчовивідних і сечовивідних шляхів, лімфаденітів, вторинної анемії. Є будинки відпочинку, пансіонати, санаторії. Курортний сезон із червня по жовтень.
2023 року зсуву ґрунту практично знищив курорт, загинуло приблизно 12 осіб.